# Zajzun (Dara)
Zajzun (arab. زيزون) – miejscowość w Syrii, w muhafazie Dara. W 2004 roku liczyła 1933 mieszkańców.